# Chorizagrotis sordida
Chorizagrotis sordida là một loài bướm đêm trong họ Noctuidae.